# Bombardierung der Klinik von Ärzte ohne Grenzen in Kundus
Bei der Bombardierung der Klinik von Ärzte ohne Grenzen in Kundus durch mehrere gezielte Luftangriffe auf das Hauptgebäude der Klinik durch ein Flugzeug der Streitkräfte der USA im Norden Afghanistans wurden in den frühen Morgenstunden des 3. Oktober 2015 42 Menschen getötet, darunter 13 Angestellte von Ärzte ohne Grenzen und 10 Patienten. Drei davon waren Kinder. 37 Menschen wurden zum Teil schwer verletzt. Von neun Patienten fehlte zwei Wochen später immer noch jede Spur.
Bei den US-Luftangriffen wurde das Hauptgebäude der Traumatologie-Klinik zerstört, das Krankenhaus war seither nicht mehr in Betrieb und die Organisation Ärzte ohne Grenzen zog sich aus Kundus zurück. Laut Ärzte ohne Grenzen, auf internationaler Ebene auch französischsprachig als Medecins Sans Frontières (MSF) bekannt, hatten somit „zehntausende Menschen in einer Stadt, die durch wochenlange Kämpfe zerstört war, keinen Zugang zu medizinischer und chirurgischer Nothilfe“.
Die Untersuchung der amerikanischen Streitkräfte erklärte, dass der Angriff nicht hätte erfolgen dürfen, da Angehörige Einsatzregeln nicht eingehalten haben. Mehrere Angehörige wurden von ihrem Dienst suspendiert. Die Untersuchung nannte den Angriff „menschliches Versagen“ („tragic and avoidable accident, caused by human error“).

## Allgemeine Lage

### Kriegssituation
Lange vor diesem Vorfall war der Kampfeinsatz der Bundeswehr und der NATO in Afghanistan ausgelaufen; das Feldlager Kundus und die Region Kundus waren am 6. Oktober 2013 in eine regionale Sicherheitsverantwortung übergeben worden. (Zum größeren Rahmen der Kriegshandlungen siehe auch: Krieg in Afghanistan seit 2001.)
Die US-Regierung unter Barack Obama hatte geplant, alle amerikanischen Soldaten bis zum Ende der Amtszeit Obamas aus Afghanistan abzuziehen (allgemeiner zur Rolle der USA dort siehe: US-amerikanische Beteiligung am Krieg in Afghanistan). General John F. Campbell forderte jedoch im Februar 2015 eine „größere Flexibilität“ beim Abzug.
In einem überraschenden Angriff hatten die Taliban am Morgen des 28. September 2015 die Stadt Kundus gestürmt und eingenommen. Nach Angaben der afghanischen Regierung wurden weite Teile der Stadt in den nächsten Tagen durch afghanische Spezialkräfte, unterstützt durch US-Luftangriffe, zurückerobert. Der Spiegel berichtete, dass diese Gegenoffensive rasch startete, zunächst allerdings sehr schleppend verlief.
Die deutsche Verteidigungsministerin Ursula von der Leyen äußerte, die NATO solle ihre Beschlüsse über die weitere Truppenstationierung nicht nach „starren Zeitlinien“, sondern nach der aktuellen Sicherheitslage treffen. Nach Angaben der „Washington Post“ vom 6. Oktober 2015 prüfte Präsident Obama die Möglichkeit, den geplanten Komplettabzug zu verschieben oder aufzugeben. Am 15. Oktober gab er die Absicht der Regierung bekannt, tausende US-Truppen bis 2017 in Afghanistan zu belassen.

### Die Klinik

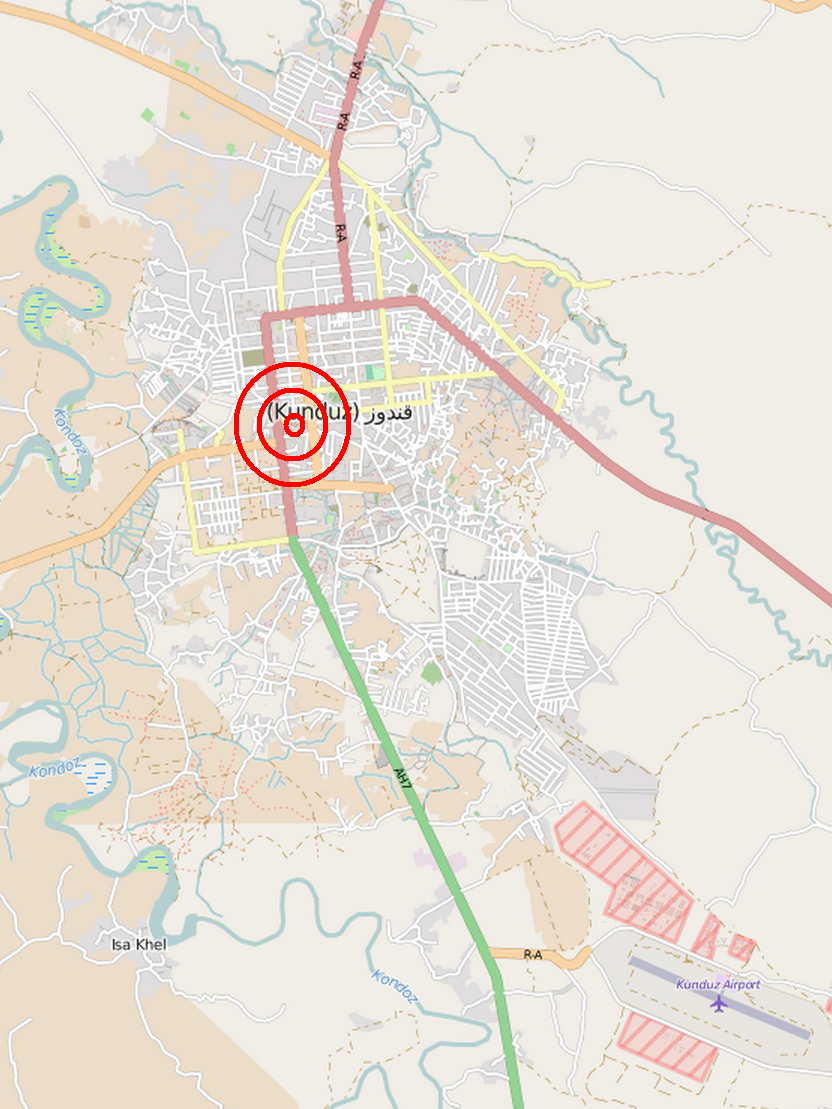
Lage des MSF Trauma Centers in Kundus.

Bei der Klinik handelte es sich um eine Einrichtung, die ausschließlich aus Spenden finanziert wurde. Dort wurde jeder nach medizinischen Erforderlichkeiten und unabhängig von Herkunft, Religion oder politischen Verbindungen behandelt. Kämpfer mit Waffen hatten keinen Zutritt zur Klinik. Nach dem Beginn der Offensive am 29. September bis zur Zerstörung der Klinik waren dort nach Angaben von MSF 345 Verletzte behandelt worden, einschließlich 59 Kinder. In den meisten Fällen handelte es sich um Schusswunden. 89 Patienten waren in kritischem Zustand eingeliefert worden. Bei der Klinik handelte es sich um eine chirurgische Spezialklinik; sie war aufgrund fehlender Funktionsfähigkeit des Provinzkrankenhauses die einzige Einrichtung in der Stadt Kundus, wo akute Traumafälle behandelt werden konnten. Sie war in den Tagen vor dem Fliegerangriff an die Grenze der Belastbarkeit gekommen.
Die 2011 eingerichtete Klinik hatte den Zweck, „qualitativ hohe kostenlose medizinische Hilfe und chirurgische Versorgung für Menschen mit Verletzungen durch Verkehrsunfälle und Kriegsverwundungen durch Bombenexplosionen und Schussverletzungen zu ermöglichen“. So wurden 2014 über 22.000 Patienten dort behandelt und mehr als 5.900 chirurgische Eingriffe durchgeführt; in der ersten Hälfte von 2015 waren es 13.442 Patienten und 3.378 Operationen. Die meisten Patienten kamen aus Kundus, viele aber auch aus benachbarten Provinzen, teils sogar aus dem entfernten Herat.
Im Juli 2015 war es bereits zu einem anders gelagerten Zwischenfall in der Klinik gekommen: Damals waren schwer bewaffnete Soldaten der afghanischen Spezialkräfte in die Klinik eingedrungen, schossen in die Luft, griffen drei Mitarbeiter der Organisation tätlich an und betraten anschließend bewaffnet das Krankenhaus, wo sie drei Patienten verhafteten, bis sie das Gelände ungefähr eine Stunde später verließen. Zwischenzeitlich wurde einer der Mitarbeiter, der die medizinische Versorgung der Patienten aufrechtzuerhalten versuchte, von zwei der eindringenden Soldaten mit der Waffe bedroht. Als Reaktion auf die Bedrohung hatte die Hilfsorganisation ihre Aktivitäten in Kundus vorübergehend eingestellt und bekanntgegeben: „Wir haben den afghanischen Verteidigungsminister und den Innenminister dringend um Treffen gebeten, um offizielle Zusicherungen zu erhalten, dass unsere medizinische Arbeit respektiert wird und es nicht mehr zu solchen Zwischenfällen kommt.“
In der Woche, in der die Klinik vom Luftangriff getroffen wurde, hatte sie 400 afghanische und zehn internationale Mitarbeiter. Aufgrund der großen Zahl der Verletzten arbeiteten viele der Mitarbeiter zu dieser Zeit über mehrere Tage ununterbrochen durch. Noch am Donnerstag vor dem Angriff, am 1. Oktober, hatte der Leiter des medizinischen Teams berichtet: „Wir befinden uns inmitten der Kampfhandlungen. Dennoch respektiert man unser Krankenhaus und die Mitarbeiter. Bisher können wir ungehindert unsere Arbeit machen.“

## Verlauf
Der Angriff fand in der Nacht zum Samstag, den 3. Oktober 2015 statt und dauerte Ärzte ohne Grenzen zufolge von 2:08 bis 3:15 Uhr Ortszeit an. Späteren Angaben des US-Militärs zufolge hätten afghanische Sicherheitskräfte als Luftunterstützung einen Angriff auf die Klinik angefordert. Auch die Luftangriffe bei Garani und Kundus 2009 waren auf Anforderung erfolgt.
Eine Untersuchung des Vorfalls durch die New York Times im Mai 2016 zeigte, dass das Personal der Klinik zwar Kämpfern mit Waffen den Zutritt zum Krankenhaus verboten, ihnen aber ihre Funkgeräte belassen hatte, deren Emissionen von afghanischen Spezialeinheiten mit Sensoren im Gebäude geortet wurden, woraus diese schlossen, die Taliban würden ihre Verbände im Kampf um die Stadt aus dem Krankenhaus heraus führen. Schließlich kam es im Verlauf der Kämpfe um die Stadt bei der Anforderung eines Luftangriffes auf ein Gebäude in der Nähe des Krankenhauses zu Unstimmigkeiten wegen der Koordinaten. Die Besatzung des angreifenden Flugzeuges verlangte eine Beschreibung des anzugreifenden Gebäudes von den Bodentruppen. Durch ANA-Einheiten wurde das Krankenhaus beschrieben. Die AC-130-Besatzung erkannte das beschriebene Gebäude mithilfe ihrer Sensoren und begann um 2.30 Uhr morgens mit dem Beschuss. Das Gebäude war eines der wenigen beleuchteten Gebäude der Stadt und lag in exponierter, unverwechselbarer Lage. Das Dach war am Freitag frisch mit zwei rot-weißen Flaggen der Ärzte ohne Grenzen gekennzeichnet worden, es war jedoch nicht mit Zeichen der Organisationen des Roten Kreuzes oder des Roten Halbmondes versehen.
Nach dem ersten Angriff um 2.08 Uhr telefonierte die Projektleitung in Kundus sofort mit der Zentrale in Kabul, die wiederum die NATO-Zentrale in Kabul und das Pentagon in Washington informierte und sie aufforderte, umgehend die Angriffe einzustellen. Trotzdem wurden aber weiterhin alle zehn bis fünfzehn Minuten Beschüsse durchgeführt. Insgesamt wurde die Klinik im Verlauf von mehr als einer Stunde bis 3.15 Uhr fünfmal angeflogen und beschossen. In dieser Zeit befanden sich 105 Patienten und 80 Personen des medizinischen Personals in der Klinik. Wegen der Kämpfe in Kundus hatten viele Mitarbeiter nicht nach Hause gehen können, sondern waren im Krankenhaus geblieben.

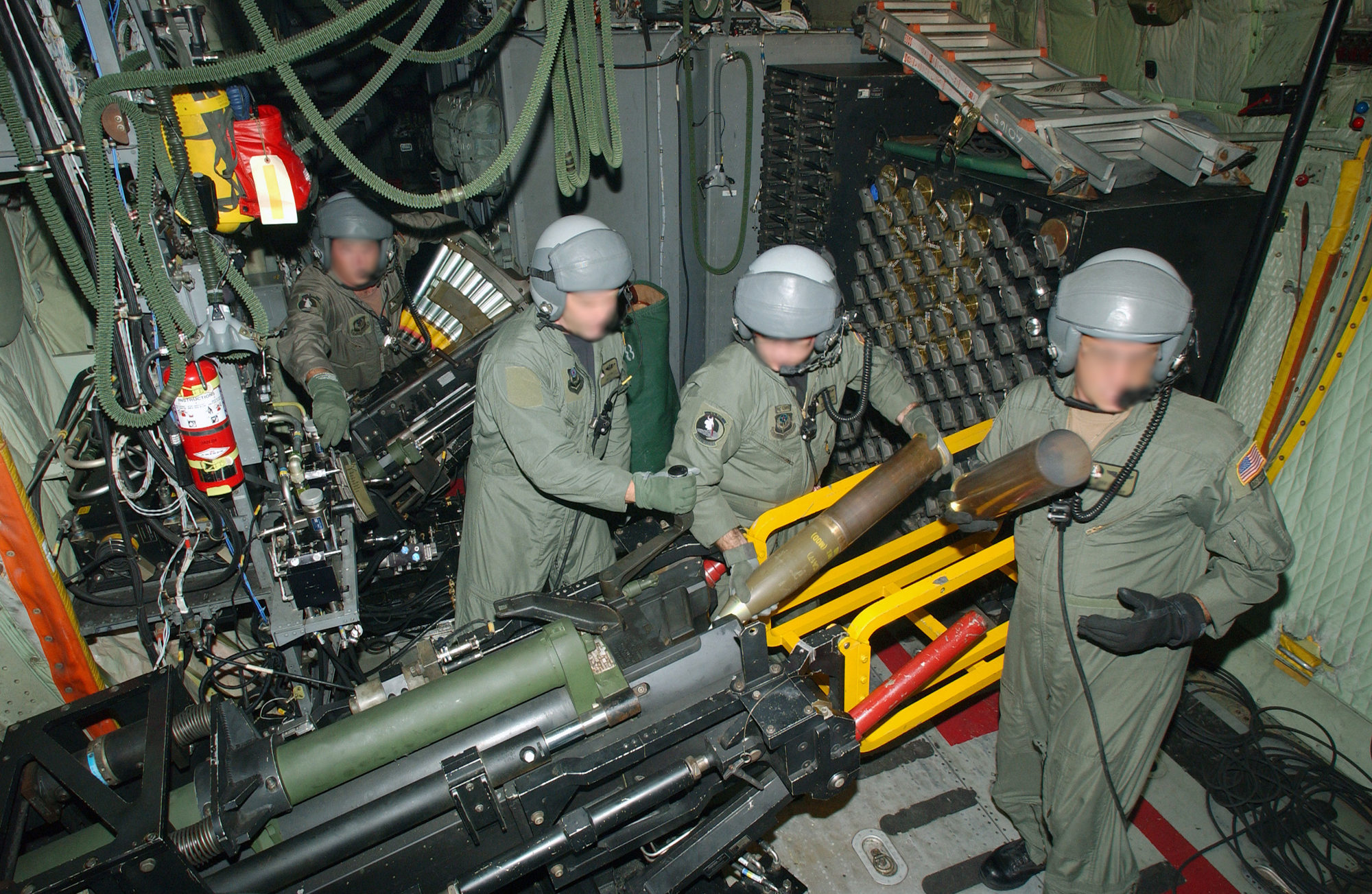
Besatzung einer AC-130 des 4th Special Operations Squadron beim Beladen der 105mm Kanone im Vordergrund und der 40mm Kanone im Hintergrund.

Der Angriff wurde von einem Schlachtflugzeug des Typs AC-130 der 4th Special Operations Squadron der US-Luftwaffe durchgeführt. Da diese großen Maschinen beim Angriff recht tief fliegen, werden sie, um die Gefahr eines Abschusses zu vermindern, meist nachts eingesetzt und sind mit Nachtsichtgeräten ausgestattet. Die Crew, in der Regel befinden sich zwölf Mann an Bord, schießt auf Sicht, das heißt, die Schützen müssen das Ziel im Visier haben. Die Bewaffnung besteht aus einem 25-mm-Geschütz, einem 40-mm-Geschütz und einer 105-mm-Haubitze. Verschossen werden unter anderem Sprengbrand- und Splittersprenggranaten.
Von der Klinik, die sich in einer ausgedehnten Anlage befand, wurde ausschließlich und ganz gezielt das im Mittelpunkt liegende Hauptgebäude, in dem sich die wichtigsten Teile der Klinik, die Intensivstation, die Notaufnahme und die physiotherapeutische Abteilung befanden, angegriffen. Die umliegenden Gebäude wurden nicht angegriffen und blieben unbeschädigt.
Zunächst wurde berichtet, bei den Angriffen seien 19 Personen getötet worden. Es handle sich dabei um zwölf Mitarbeiter der Klinik und sieben Patienten, darunter drei Kinder. Zudem seien weitere 37 Menschen – 19 Mitarbeiter von Ärzte ohne Grenzen und 18 Patienten oder Angehörige – zum Teil schwer verletzt worden. Bei den Betroffenen handle es sich in allen Fällen um Afghanen. Drei internationale Mitarbeiter der Hilfsorganisation, die sich während des Angriffs in der Klinik aufhielten, überlebten. Am Tag nach dem Vorfall berichteten Agenturen von 22 Toten. Die Zahl der getöteten Patienten hatte sich um drei Personen auf zehn erhöht. Später wurden zwei weitere Ärzte für tot erklärt.
Die MSF hatten allen Parteien in den vergangenen Monaten mehrfach die genauen Koordinaten aller Gebäude der Klinik mitgeteilt, zuletzt am 29. September. Ein solches Vorgehen ist üblich, um zivile Einrichtungen wie Krankenhäuser zu schützen. Überlebende berichteten davon, dass mehrere Patienten bei lebendigem Leib in ihren Betten verbrannten.
Die Ärzte ohne Grenzen berichteten, dass überlebende Mitarbeiter die Versorgung von Verletzten in einem Nebengebäude sowie in einem anderen Krankenhaus fortsetzten. Ärzte unter Schock versuchten, denjenigen zu helfen, die behandelbare Verletzungen hatten, und führten Notoperationen durch.

## Reaktionen

### Ärzte ohne Grenzen
Die Präsidentin von MSF Melanie Nicolai erklärte, es handele sich um einen abscheulichen Angriff, der eine schwere Übertretung internationalen humanitären Rechts darstelle. Den in einer ersten Stellungnahme eines US-Militärsprechers verwendeten Begriff aufgreifend, erklärte sie es für inakzeptabel, diesen großen Verlust an Menschenleben als „Kollateralschaden“ abzutun. MSF forderte eine unabhängige Untersuchung auf internationaler Ebene.
Am Tag nach dem Angriff kündigte MSF ihren Rückzug aus Kundus an. MSF ziehe sich vorerst aus der Stadt zurück, da die Klinik nicht mehr nutzbar sei; ob das Traumazentrum später wiedereröffnet werde, sei noch unklar. Wenige Tage später verkündeten die Vereinten Nationen, dass sämtliche humanitäre Organisationen inzwischen Kundus verlassen hätten.
Am 5. Oktober gab MSF eine Erklärung ab: „Heute hat die US-Regierung eingestanden, dass es ihr Luftangriff war, der unser Krankenhaus in Kundus traf und 22 Patienten und MSF-Mitarbeiter tötete. Ihre Beschreibung des Angriffes verändert sich laufend - von Kollateralschaden, zu einem tragischen Zwischenfall, bis hin zum aktuellen Versuch, die Verantwortung der afghanischen Regierung zuzuschieben.“ – „Fest steht, es waren die USA, die die Bomben abwarfen. Die USA griffen ein riesiges Krankenhaus voller verwundeter Patienten und MSF-Mitarbeiter an. Das US-Militär bleibt verantwortlich für die Ziele, die es angreift, auch wenn es Teil einer Koalition ist.“ – „Es kann keine Rechtfertigung für diesen entsetzlichen Angriff geben. Die beständigen Diskrepanzen zwischen US-amerikanischen und afghanischen Verlautbarungen zum Vorgefallenen, machen die Notwendigkeit einer vollständig transparenten, unabhängigen Untersuchung immer deutlicher.“
Anfang November stellte Ärzte ohne Grenzen die Ergebnisse ihres internen Untersuchungsberichts vor und verlangte erneut die Aufklärung des Vorfalls.
Im Januar 2016 verwies die internationale MSF-Präsidentin, Joanne Liu, darauf, dass innerhalb von vier Monaten vier medizinischen Einrichtungen von MSF im Jemen (Bombardierung des Haydan-Krankenhauses/Provinz Sa'da, Bombenangriff auf Al Houban-Klinik in Taizz und Angriff auf das Shiara-Krankenhaus/Provinz Sa'da) und in Afghanistan (Kundus) angegriffen wurden und forderte eine „Garantie aller Kriegsparteien, dass funktionierende Krankenhäuser niemals ein legitimes Angriffsziel sein werden“.

### UNO
Der UNO-Generalsekretär Ban Ki-moon verurteilte den Luftangriff scharf und forderte eine „gründliche und unabhängige Untersuchung“ zur Feststellung der Verantwortlichen. Am selben Tag sprach Obama, als US-Präsident und oberster Befehlshaber der US-Streitkräfte, den Opfern sein Beileid aus und kündigte eine Untersuchung an.
Der UNO-Sondergesandte für Afghanistan, Nicholas Haysom, erklärte, dass Krankenhäuser, in denen sich Patienten und medizinisches Personal befinden, niemals zum Angriffsziel werden dürfen. In diesem Zusammenhang erwähnte er, dass die Nutzung medizinischer Einrichtungen für Militärzwecke durch internationales humanitäres Recht verboten ist.
UNHCHR-Menschenrechtskommissar Seid al-Hussein nannte den Vorfall „kriminell“. Stelle ein Gericht fest, dass der Angriff vorsätzlich stattgefunden habe, „könnte ein Luftangriff auf ein Krankenhaus ein Kriegsverbrechen darstellen“.
Die Weltgesundheitsorganisation forderte Ende Oktober die Einhaltung des Völkerrechts und verwies dabei auf die Bombardierung des Krankenhauses im Kundus sowie auf die Angriffe auf die Klinik in Sa'da im Norden des Jemen am 26. Oktober 2015. Ban Ki-moon warnte am 31. Oktober 2015 in einer gemeinsamen Stellungnahme mit dem IKRK-Präsidenten Peter Maurer, Zivilisten würden zunehmend Opfer einer systemischen Missachtung des Völkerrechts. Er verwies dabei auf diese Vorfälle in Kundus und Sa'da und warnte, Menschen könnten die vorsätzliche Bombardierung von Zivilpersonen, gezielte Maßnahmen gegen humanitäres und medizinisches Personal sowie Angriffe auf Schulen, Krankenhäuser und Andachtsstätten als unvermeidliche Konfliktfolgen auffassen.

### USA
Die US-Botschaft bezeichnete es als einen „tragischen Vorfall“. Eine volle Untersuchung des Vorfalls habe begonnen.
Die Bombardierung war ein Fehler, es sollten eigentlich Taliban und nicht ein Krankenhaus angegriffen werden, so General John F. Campbell, Befehlshaber sowohl der Mission Resolute Support der NATO als auch der US-Streitkräfte in Afghanistan (USFOR-A).
Der Sprecher der US-Regierung, Josh Earnest, sagte am 5. Oktober 2015: „Es gibt kein Land auf der Welt welches mehr Anstrengungen unternimmt als die USA, um zivile Todesfälle zu vermeiden, und kein Land dem dieses Thema wichtiger wäre.“
In Militärkreisen und unter westlichen Diplomaten in Kabul hieß es, in der Nacht zum Samstag habe die US-Luftwaffe mehrere Granaten von einem Flugzeug des Typs AC-130 auf eine Gruppe von rund 10 bis 15 Taliban-Kämpfern abgefeuert. Die Klinik sei nicht direkt von den Granaten, möglicherweise aber von herumfliegendem Splittern getroffen worden.
Das US-Militär gab zunächst bekannt, es habe einen Luftangriff in der Nähe des Krankenhauses durchgeführt, der sich gegen Kämpfer der Taliban gerichtet habe, die Angehörige des US-Militärs beschossen hätten. Später erklärte Campbell in einer Pressekonferenz, dass der Einsatz nicht durch das US-Militär angefordert worden sei, sondern durch afghanische Streitkräfte, die unter Beschuss gestanden hätten. Bei einer Befragung durch den Streitkräfteausschuss des US-Senats bekräftigte er später diese Aussage, räumte aber zugleich Fehler ein und erklärte, die Entscheidung sei in der US-Befehlskette getroffen worden.
US-Verteidigungsminister Ashton Carter erklärte am 6. Oktober während einer Europareise, das Pentagon bedaure zutiefst („deeply regrets“) den Verlust von Menschenleben. Am 7. Oktober telefonierte Obama mit der Präsidentin von MSF, Joanne Liu. Er bat um Entschuldigung und drückte sein Beileid für die getöteten und verletzten Mitarbeiter und Patienten aus. Er sprach ebenfalls mit dem afghanischen Präsidenten Aschraf Ghani und sprach sein Beileid zum Tod Unschuldiger aus.
Eine Woche nach dem Vorfall kündigte der Sprecher des US-Verteidigungsministeriums Peter Cook Zahlungen an die Opfer an und stellte Geld für einen Wiederaufbau der Klinik in Aussicht.
Campbell sprach im November über einen 3000-seitigen Untersuchungsbericht und erklärte, der Angriff sei unmittelbar auf menschliches Versagen, verstärkt durch Fehler in den Verfahren und der Ausrüstung, zurückzuführen und die Beteiligten seien von ihrem Dienst suspendiert worden. Im Januar 2016 berichteten Medien, Campbell habe den Untersuchungsbericht zusammen mit seinen Empfehlungen für Disziplinarmaßnahmen gegen die involvierten Truppen an das US-Zentralkommando weitergeleitet und es würden Schritte für eine Bestrafung der Verantwortlichen eingeleitet.
Das Pentagon veröffentlichte den Untersuchungsbericht im April 2016. Dieser legte dar, dass die US-Militärs nicht die Liste geschützter Gebäude konsultiert hatten, sondern sich auf die Beschreibung der afghanischen Seite verließen, die den Angriff angefordert hatten. Auch das Fehlen eines Schutzzeichens habe zur Verwechslung des Zieles beigetragen. Mehr als 170 Individuen und Familien erhielten finanzielle Entschädigungen; für den Wiederaufbau der MSF-Einrichtung gab es 5,7 Millionen US$.

### Afghanistan
Der Sprecher des afghanischen Innenministeriums, Sedik Sedikki, sagte in einer Pressekonferenz am 3. Oktober in Kabul, zum Zeitpunkt des Anschlags hätten sich 10 bis 15 „Terroristen“ in der Klinik versteckt: „Alle Terroristen wurden getötet, aber wir haben auch Ärzte verloren.“ 80 Mitarbeiter im Krankenhaus, darunter 15 Ausländer seien in Sicherheit gebracht worden.
Das afghanische Verteidigungsministerium erhob Vorwürfe, Taliban hätten die Klinik als „Schutzschild“ missbraucht. Ärzte ohne Grenzen erklärte daraufhin, die Tore des Geländes seien nachts alle verschlossen gewesen, so dass zum Zeitpunkt des Angriffs außer Mitarbeitern und Patienten niemand in der Klinik gewesen sei, und zudem sei auch ein verwundeter Kämpfer nach dem humanitären Völkerrecht ein nicht-kämpfender Zivilist. (Zum völkerrechtlichen Status verwundeter Kämpfer im Allgemeinen siehe auch: hors de combat.)
Afghanische Sicherheitskräfte erklärten bereits kurz nach dem Angriff, dass Taliban-Kämpfer ihr Kommandozentrum in der Klinik aufgebaut hätten und es deswegen richtig gewesen sei, dieses zu bekämpfen. Am Montag gab das US-Militär bekannt, dass afghanische Sicherheitskräfte den Angriff zur Luftunterstützung angefordert hatten.

### Taliban
Der Taliban-Sprecher Sabiullah Mudschahid erklärte, es gebe unter den Toten und Vermissten keine Kämpfer seiner Miliz. Ihm zufolge hätten Angehörige der afghanischen Armee den Amerikanern falsche Angriffskoordinaten mitgeteilt.

### Weitere Stellungnahmen
Das Internationale Komitee vom Roten Kreuz (IKRK) bezeichnete sich als zutiefst schockiert über den Vorfall und verurteilte allgemeiner derartige Gewalt gegen Patienten sowie gegen medizinisches Personal und Einrichtungen. Das Health Care in Danger Project des IKRK hat insgesamt 2.398 Vorfälle von Gewalt gegen Patienten, medizinisches Personal oder Einrichtungen in elf Staaten in den Jahren 2012 bis 2014 dokumentiert.
Die größte Vereinigung US-basierter Nichtregierungsorganisationen InterAction forderte eine vollständige und unabhängige Untersuchung des Vorfalls, um zukünftige Vorkommnisse ähnlicher Art zu verhindern.
Die Organisation Physicians for Human Rights richtete im Januar einen Brief an US-Präsidenten Obama mit der Bitte um die zeitnahe Veröffentlichung des Untersuchungsberichts des Verteidigungsministeriums, um eine klare Selbstverpflichtung zu den Prinzipien internationalen Völkerrechts einschließlich des Schutzes für medizinische Einrichtungen und medizinisches Personal sowie um die Einsetzung eines Untersuchungsgerichts.

## Nachfolgende Ereignisse
Internationale Humanitäre Ermittlungskommission
Die Forderung von MSF nach einer unabhängigen Untersuchung blieb – zumindest anfangs – ohne Erfolg. Die Forderung bezieht sich auf die Einsetzung einer Internationalen Humanitären Ermittlungskommission (International Humanitarian Fact-Finding Commission (IHFFC)). Das hieße, dass eine Aufklärung nicht allein den internen militärischen Untersuchungen durch die USA und der NATO überlassen bliebe. Die Bildung eines solchen Untersuchungsausschusses ist seit 1991 Bestandteil der Genfer Konventionen, wurde aber bis jetzt noch niemals praktiziert. 76 Länder haben sie ratifiziert, doch weder die USA noch Afghanistan sind dabei. Um Ermittlungen einzuleiten, müsste dies wenigstens einer der 76 Unterzeichnerstaaten beantragen – dabei geht es um die Feststellung der Fakten, nicht um strafrechtliche Konsequenzen.
Bei dem Entschuldigungsanruf von US-Präsident Barack Obama am 7. Oktober bei Joanne Liu, der Präsidentin der MSF, bat sie um seine Zustimmung zur Entsendung von unabhängigen internationalen Ermittlern für eine IHFFC, doch der US-Präsident ging nicht darauf ein. Seine Referenz bleibt die hausinterne Untersuchung des US-amerikanischen Verteidigungsministeriums. Zur Begründung verweisen sowohl Kabul wie Washington unter anderem darauf, dass bereits drei verschiedene Untersuchungen über das Bombardement angelaufen seien. Alle drei Untersuchungen sind aber in den Händen von im Kriegsgebiet tätigen Akteuren: Pentagon, NATO und US-amerikanisches, respektive afghanisches Militär.
Mitte Oktober wurde die Organisation Ärzte ohne Grenzen darüber informiert, dass die Internationale Humanitäre Ermittlungskommission (IHFFC) aktiviert worden ist. Die IHFFC benötige allerdings noch die Zustimmung der Vereinigten Staaten und Afghanistans, um fortfahren zu können. Am 16. Oktober lancierte Ärzte ohne Grenzen eine Petition an Präsident Obama, er möge der Untersuchung zustimmen.
Der NATO-Oberbefehlshaber und Vier-Sterne-General der US-amerikanischen US-Luftwaffe Philip Breedlove erklärte in einem Exklusivinterview mit der Deutschen Welle vom 14. Oktober seine Unterstützung für eine IHFFC gemäß den Genfer Konventionen, wie sie die Organisation Ärzte ohne Grenzen fordert. Es sei ihr absolutes Recht, eine solche Untersuchung zu fordern, sagte Breedlove, „und wir werden das unterstützen“.
Eindringen eines US-Militärfahrzeugs auf das Gelände
Am Freitag, den 15. Oktober durchstieß ein gepanzertes US-Militärfahrzeug gegen 13:30 Uhr Ortszeit das Tor des Geländes, offenbar ohne zu wissen, dass eines der MSF-Teams sich an dem Tag auf dem Gelände aufhielt. Die Fahrzeuginsassen waren Mitglieder eines gemeinsamen US-NATO-afghanischen Untersuchungsteams. Ärzte ohne Grenzen erklärte, dass das unangekündigte und gewaltsame Eindringen Eigentum und potenzielle Beweismittel zerstörte und Stress und Angst auslöste. Das Eindringen widerspreche zudem einer zuvor getroffenen Übereinkunft zwischen Ärzte ohne Grenzen und dem gemeinsamen Ermittlungsteam, der zufolge die Hilfsorganisation vor jedem ihr Personal oder ihr Eigentum betreffenden Schritt informiert würde. Die Aufständischen waren bereits am 13. Oktober aus Kundus abgezogen.

## Folgen
Laut einem Bericht der Los Angeles Times verhängte das US-Militär im April 2016 in dem Zusammenhang Disziplinarmaßnahmen gegen 16 Armeeangehörige. Ein Offizier wurde suspendiert und die Anderen sollen sich „Beratungs- und Schulungsmaßnahmen“ unterziehen.